# Alizée Dufraisse
Alizée Dufraisse (* 13. června 1987 Pessac) je bývalá francouzská reprezentantka ve sportovním lezení.

## Závodní výsledky
| Arco Rock Master | Arco Rock Master |
| Rok              | 2009             |
| ---------------- | ---------------- |
| Bouldering       | 1                |

| Světový pohár ve sportovním lezení | Světový pohár ve sportovním lezení | Světový pohár ve sportovním lezení | Světový pohár ve sportovním lezení | Světový pohár ve sportovním lezení | Světový pohár ve sportovním lezení | Světový pohár ve sportovním lezení | Světový pohár ve sportovním lezení | Světový pohár ve sportovním lezení | Světový pohár ve sportovním lezení |
| Rok                                | 2003                               | 2004                               | 2009                               | 2010                               | 2011                               | 2012                               | 2014                               | 2015                               | 2016                               |
| ---------------------------------- | ---------------------------------- | ---------------------------------- | ---------------------------------- | ---------------------------------- | ---------------------------------- | ---------------------------------- | ---------------------------------- | ---------------------------------- | ---------------------------------- |
| Obtížnost                          | x                                  | x                                  | x                                  | x                                  | x                                  | x                                  | x                                  | x                                  | —                                  |
| jednotlivě*                        | x                                  | x                                  | Bronzová medaile                   | x                                  | x                                  | x                                  | x                                  | x                                  | —                                  |
|                                    |                                    |                                    |                                    |                                    |                                    |                                    |                                    |                                    |                                    |
| Bouldering                         | x                                  | x                                  | x                                  | x                                  | x                                  | —                                  | —                                  | —                                  | x                                  |
| jednotlivě*                        | x                                  | x                                  | x                                  | x                                  | x                                  | —                                  | —                                  | —                                  | x                                  |
|                                    |                                    |                                    |                                    |                                    |                                    |                                    |                                    |                                    |                                    |
| Kombinace                          | x                                  | x                                  | x                                  | x                                  | x                                  | —                                  | —                                  | —                                  | —                                  |

* Pozn.: nalevo jsou poslední závody v roce
| Mistrovství Evropy | Mistrovství Evropy |
| Rok                | 2010               |
| ------------------ | ------------------ |
| Obtížnost          | 3                  |

| Mistrovství Francie | Mistrovství Francie | Mistrovství Francie |
| Rok                 | 2014                | 2015                |
| ------------------- | ------------------- | ------------------- |
| Obtížnost           | 3                   | 3                   |

| Mistrovství světa juniorů | Mistrovství světa juniorů | Mistrovství světa juniorů |
| Rok                       | 2003 kat A                | 2004 kat A                |
| ------------------------- | ------------------------- | ------------------------- |
| Obtížnost                 | 1                         | 4                         |